# SS Poland
SS Poland byl parník o tonáži 8 282 BRT vybudovaný v roce 1892 jako Victoria pro Leyland Line. V roce 1898 ho koupila Atlantic Transport Line a přejmenovala na Manitou . 1921 byl prodán Red Star Line a přejmenován na Poland. V roce 1922 byl prodán White Star Line, která ho měla do roku 1925, kdy byl opět prodán a přejmenován na Natale. Nedlouho podé byl v Itálii sešrotován.